# Урчукін Віктор Григорович
Віктор Григорович Урчукін (нар. 14 липня 1940, станиця Старогладківська (Старогладівська), тепер Шелковського району Чеченської Республіки Російської Федерації) — український радянський діяч, заступник Голови Ради Міністрів Української РСР. Депутат Верховної Ради УРСР 11-го скликання (з 1987 року). Доктор економічних наук (1987).

## Біографія
Походив з родини терських козаків. Член КПРС з 1961 року.
У 1964 році закінчив Дніпропетровський інженерно-будівельний інститут, інженер-будівельник.
Трудову діяльність розпочав монтажником Запорізького спеціалізованого будівельного управління «Південдомнаремонт», працював бригадиром монтажників, майстром-технологом, старшим виконробом.
З 1965 року — начальник спеціалізованого управління, а у 1969—1971 роках — головний інженер тресту «Дніпрометалургремонт».
З 1971 року — керуючий тресту «Укрметалургремонт», потім — директор Всесоюзного науково-дослідного проектно-конструкторського технологічного інституту «ВНДІ Мехчормет» у Дніпропетровську.
У 1982 році закінчив Академію народного господарства при Раді Міністрів СРСР.
У травні 1984 — червні 1987 року — генеральний директор Науково-виробничого об'єднання «Чорметмеханізація» у місті Дніпропетровську.
19 червня 1987 — 1991 року — заступник Голови Ради Міністрів Української РСР з питань зовнішньоекономічних зв'язків, машинобудування і конверсії.
З 1991 року — президент Асоціації промисловості, будівництва, транспорту та зв'язку (потім — Українського союзу промисловців і підприємців (УСПП)). Роботі в УСПП присвятив близько 5 років.
З 1997 року — директор Товариство з обмеженою відповідальністю по іноземному туризму (Української акціонерної компанії) «УкрІнтур-У» у місті Києві.
Потім — на пенсії в місті Києві.

## Нагороди
- ордени
- медалі